# 羅貝爾·介朗 (國際足球聯合會會長)
罗贝尔·介朗（法語：Robert Guérin，發音：[ʁɔbɛʁ ɡeʁɛ̃]；1876年6月28日—1952年3月19日）是一名法國記者，也是國際足球聯合會（FIFA）的首任會長與創始人之一。作為《晨報》的記者，介朗通過擔任法國體育協會聯盟足球部的秘書，積極參與足球活動。他在巴黎召集首批七個成員國的代表，簽署國際足聯的成立法案，並達成第一個國際足聯章程。1904年5月23日，28歲的介朗在國際足聯成立大會上當選為首任會長，在此職位的兩年間又有八個協會加入，其中包括足球總會。